# Herminia cervina
Herminia cervina är en fjärilsart som beskrevs av George Francis Hampson. Herminia cervina ingår i släktet Herminia och familjen nattflyn. Inga underarter finns listade i Catalogue of Life.